# Vecpiebalga (novads)
Vecpiebalga (łot.: Vecpiebalgas novads) – jeden z łotewskich novadsów, funkcjonujący w latach 2009–2021.

## Historia
Novads powstało na terenach należących przed 2009 do rejonu Kieś.
W skład novadsu wchodziło pięć pagastsów: Dzērbene, Ineši, Kaive, Taurene i Vecpiebalga. Jego stolicą została wieś Vecpiebalga.
Zlikwidowany w ramach reformy administracyjnej 30 czerwca 2021. Wszedł w całości w skład nowego novadsu Kieś.